# Unió Econòmica Belgoluxemburguesa
La Unió Econòmica Belgoluxemburguesa (UEBL) va ser un tractat econòmic que es va signar el 25 de juliol de 1921 per a una durada de 50 anys. Les relacions econòmiques i monetàries de Bèlgica i del Gran Ducat de Luxemburg s'han desenvolupat en aquest marc. Entre 1944 i 2002 quan es va introduir l'euro, el franc belga i el franc luxemburguès tenien la mateixa paritat. Vençut el 1972, la Convenció inicial ha estat prorrogada per deu anys.
El 1992 va ser actualitzada de nou, per què se l'havia d'adaptar a la Bèlgica federalitzada, en la qual les tres regions comparteixen les competències. El nou conveni també amplia l'abast de l'acord de l'economia: reforça la cooperació dins de les institucions internacionals i intensifica les relacions en l'àmbit de l'ajuda humanitària, el desenvolupament, la defensa i el manteniment de la pau. El 2021, els dos països i les tres regions de Bèlgica van confirmar la cooperació a l'ocasió del centenari de l'acord.
La Comissió administrativa belgo-luxemburguesa n'és l'òrgan permanent de gestió.